# I Concili de Braga
El I Concili de Braga va ser un concili eclesiàstic metropolità de l'Església Catòlica d'Hispània en època sueva. Es va celebrar el 561 (o el 563) a la ciutat Braga per a la seva arxidiòcesi.
Per primera vegada, un concili és convocat per un monarca i no un bisbe, en aquest cas per Ariamir, el qual es creu que va ser el primer rei sueu que abandona l'arianisme i esdevé catòlic i, de fet, inaugura una tradició que serà continuada pels visigots, de convocar-los per iniciativa pròpia. No consta que al de Braga assistís el rei personalment o fes propostes concretes, sí que assisteixen els bisbes, diaques i preveres de la diòcesi.
Les seves disposicions pel que fa a la litúrgia van ser establertes en cànons. En primer lloc, es recomanava la uniformitat a l'hora de cantar els oficis del matí i la tarda, que no havien de resar-se privadament, tampoc es podia promiscuar, és a dir barrejar o participar, el ritu catedralici secular amb el monàstic. El segon cànon, en relació al primer establia que a les vigílies o misses de dies solemnes, tothom havia de llegir les mateixes lliçons o Comici, llibres litúrgics que tenen més ordre i uniformitat, que responen a una tradició comuna i primitiva judeoromana. Tercer, estableix la salutació litúrgica amb la fórmula Dominus sil semper vobiscum, amb la resposta dels fidels Et cum spiritu tuo, però que no s'ha d'imitar als priscil·lianistes, que deien Pax vobis. També intenta uniformar la missa, el quart cànon, insistint en l'ús del ritu rebut per l'arquebisbe de Braga Profutur per part del papa Vigili, conservant, així mateix, segons el cinquè cànon, el ritu romà en el baptisme.
També es van fer alguns canvis en l'hàbit dels diaques, i es va intentar solucionar el problema d'alguns lectors de l'església, que tocaven els calzes sagrats i anaven vestits com a seculars i deixant-se créixer els cabells i la barba. Es prohibia, a més, cantar qualsevol composició poètica que no fossin salms o escriptures canòniques, prohibició que després aixecaria el IV Concili de Toledo. Tampoc havien d'enterrar-se els difunts a les basíliques al costat dels sants màrtirs, per respecte, sinó que havien d'anar més a fora, al costat de les portes del temple, quelcom que es va mantenir fins a les Partides d'Alfons X el Savi.